# Hydriomena tesellata
Hydriomena tesellata là một loài bướm đêm trong họ Geometridae.